# Shepard Rifkin
Pour les articles homonymes, voir Rifkin.
Shepard Rifkin, né le 14 septembre 1918 à New York, est un écrivain américain, auteur de roman policier, d'aventures et de western.

## Biographie
Après avoir effectué de nombreux métiers et passé trois ans de 1942 à 1945 dans la marine marchande américaine, il se consacre à l’écriture.
En 1956, il publie son premier roman Texas Blood Red dans le genre western. Après son premier roman policier, Deux doigts de blonde (Ladyfingers), publié en 1969, il écrit le roman de suspense The Murderer Vine,  en 1970. En 1975, il crée le personnage de Damain McQuaid, inspecteur à la brigade criminelle de New York, héros d'une série de trois romans. Il s'agit de romans de procédure policière.

## Œuvre

### Western
- Texas Blood Red, 1956
- The Warring Breed, 1961
- King Fishers Road, 1963
  - Frontière interdite, Série noire no 1562, 1973

### Romans d'aventures
- Desire Island, 1960
- What Ship ? Where Bound ?, 1961
- The Savage Years, 1967

### Roman de suspense
- The Murderer Vine, 1970

### Roman policier
- Ladyfingers, 1969
  - Deux doigts de blonde, Série noire no 1324, 1970

### SérieDamian McQuaid
- Mc Quaid, 1975
- The Snow Rattlers, 1977
  - Crépuscule de sang, Série noire no 1752, 1979
- McQuaid in August, 1979
  - Échec au fou, Série noire no 1759, 1980

## Sources
- Claude Mesplède (dir.), Dictionnaire des littératures policières, vol. 2 : J - Z, Nantes, Joseph K, coll. « Temps noir », 2007, 1086 p. (ISBN 978-2-910686-45-1, OCLC 315873361), p. 652-653.
- Claude Mesplède, Les années "Série noire" : bibliographie critique d'une collection policière, vol. 3 : 1966-1972, Amiens, Editions Encrage, coll. « Travaux / 22 », 1994, 4 p. (ISBN 978-2-906389-53-3).
- Claude Mesplède, Les années "Série noire" bibliographie critique d'une collection policière, t. 4 : 1972-1982, Amiens, Encrage, coll. « Travaux » (no 25), 1995 (ISBN 978-2-906-38963-2).
- Claude Mesplède et Jean-Jacques Schleret, SN, voyage au bout de la Noire : inventaire de 732 auteurs et de leurs œuvres publiés en séries Noire et Blème : suivi d'une filmographie complète, Paris, Futuropolis, 1982, 476 p. (OCLC 11972030).
- Claude Mesplède et Jean-Jacques Schleret (Éd. rév. de: SN, voyage au bout de la Noire), Les auteurs de la Série noire, 1945-1995, Nantes, Joseph K, coll. « Temps noir », 1996, 627 p. (ISBN 978-2-910686-11-6, OCLC 300207570), p. 378.